# Lekis Rejo
Lekis Rejo is een bestuurslaag in het regentschap Ogan Komering Ulu van de provincie Zuid-Sumatra, Indonesië. Lekis Rejo telt 5021 inwoners (volkstelling 2010).